# Villa del Ferrale
La villa del Ferrale si trova in località Anchiano presso Vinci.

## Storia e descrizione
Situata a circa 1 km a nord di Vinci la villa sorge sulle fondamenta di un edificio già esistente ai tempi di Leonardo e presenta aspetto tardo-ottocentesco, dal volume imponente, con ampi annessi.

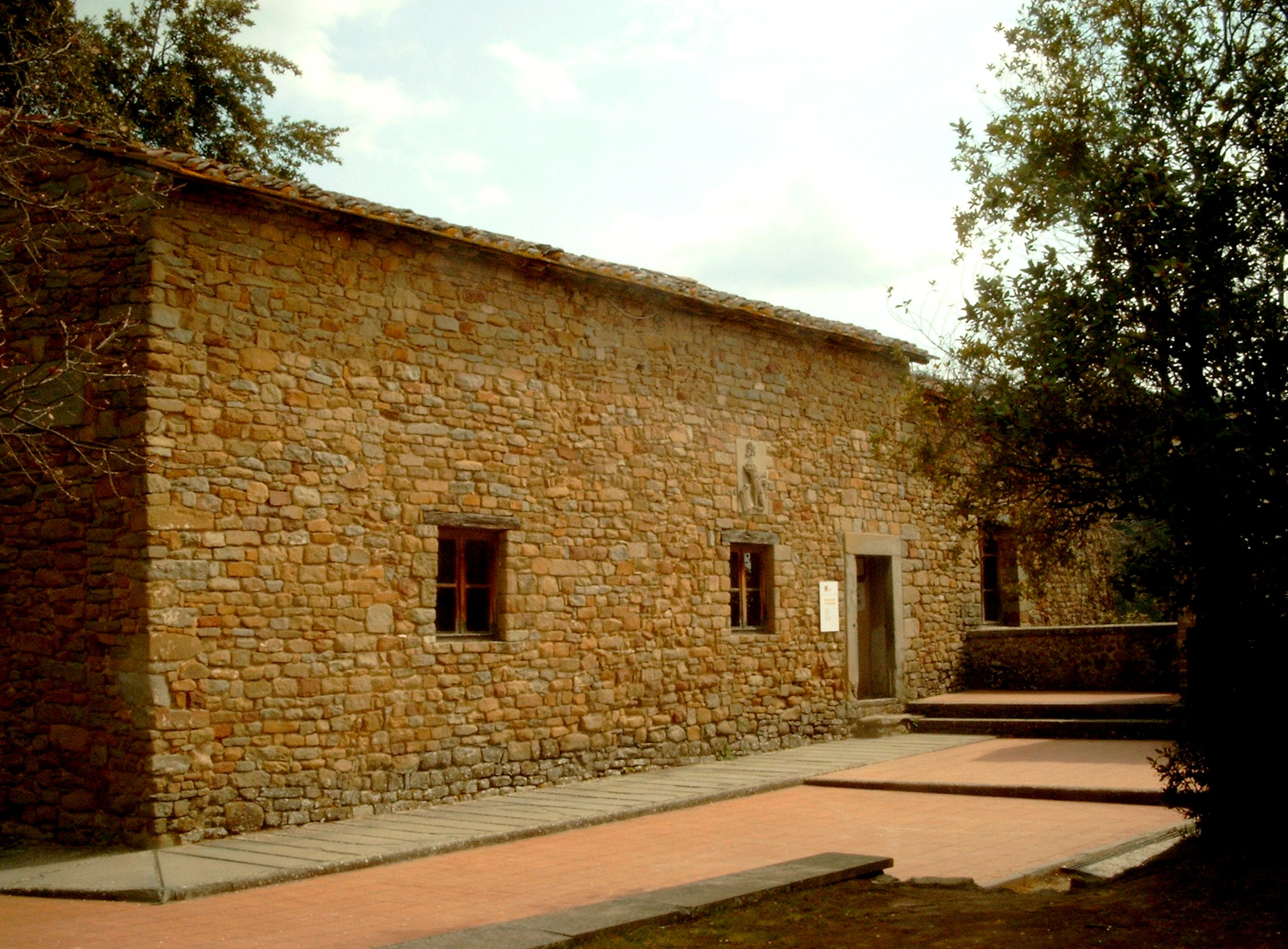
La casa natale di Leonardo da Vinci

La casa natale di Leonardo ad Anchiano rientrava nei possedimenti della tenuta, come descrisse anche Emanuele Repetti: «Nel desiderio di visitare l'abitazione dov'è fama che nascesse quel grand'uomo, mi sono recato a Vinci e segnatamente nella tenuta Masetti del Ferrale...». Dalla casa di Leonardo proviene il grande camino in pietra, trasferito al piano terra della villa padronale nel corso del XIX secolo.
Il complesso architettonico è attualmente proprietà della famiglia Bianconi.
La villa è situata in posizione panoramica su un colle, tra oliveti e poderi, con un giardino all'italiana che circonda l'edificio padronale, oltre a un parco con folte bordure ed essenze ad alto fusto. Qui sorge anche una cappella gentilizia dedicata ai santi Antonio e Francesco, consacrata almeno dal XVII secolo, quando è ricordata nei resoconti di visite pastorali del vescovo di Pistoia. Vari sono inoltre gli edifici già destinati ad abitazione dei lavoratori e ad altre attività necessarie alla produzione agricola.